# Dudaia tumida
Dudaia tumida är en tvåvingeart som först beskrevs av Charles Howard Curran 1931.  Dudaia tumida ingår i släktet Dudaia och familjen hoppflugor. Inga underarter finns listade i Catalogue of Life.